# Moses ǁGaroëb (Wahlkreis)
Moses ǁGaroëbKlicklaut ist ein Wahlkreis der Windhoeker Vorstadt Hakahana in der Region Khomas in Namibia. Der Kreis hat eine Fläche von 32,4 Quadratkilometer und hat fast 69.000 Einwohner (Stand 2023).
Der Wahlkreis wurde 2003 nach Vorschlag der Delimitation Commission of Namibia gegründet und erhielt 2008 seinen heutigen Namen nach dem Politiker Moses ǁGaroëb. Er war zuvor Teil von Hakahana.

## Wahlen
| Wahl   | Name             | Partei | Stimmenanteil |
| ------ | ---------------- | ------ | ------------- |
| 1992 1 |                  |        |               |
| 1998 1 | Erasmus Hendjala | SWAPO  | 97,3 %        |
| 2004   | Helena Andreas   | SWAPO  | 92,7 %        |
| 2010   | Martin David     | SWAPO  | 93,5 %        |
| 2015   | Martin David     | SWAPO  | 94,9 %        |
| 2020   | Aili Venonya     | SWAPO  | 55,0 %        |